# Zurobata pallidistriga
Zurobata pallidistriga is een vlinder uit de familie van de spinneruilen (Erebidae). De wetenschappelijke naam van deze soort is voor het eerst voorgesteld als Autoba pallidistriga door William Warren in een publicatie uit 1913.
De soort komt voor op Ambon.